# Форсування

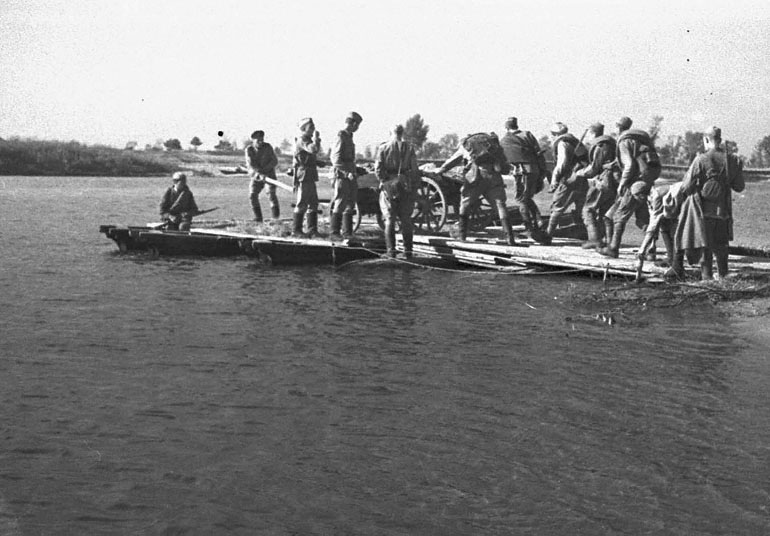
Форсування радянськими військами Дніпра. Осінь 1943

Форсува́ння во́дних перешко́д — наступ з подоланням водної перешкоди, що обороняється з протилежного берега противником.
Основним способом подолання водних перешкод у ході розвитку наступу є форсування з ходу, без уповільнення загального темпу просування військ, що наступають, вперед. В умовах, коли форсування з ходу або з положення безпосереднього зіткнення з противником на водному рубежі не удається, воно здійснюється із завчасної підготовкою. При цьому для переправи через водну перешкоду підрозділів, частин і бойової техніки можуть застосовуватися десантні, поромні і мостові переправи.
При наступі, що успішно розвивається, і при переслідуванні, форсування водних перешкод здійснюється з ходу на широкому фронті й раптово для противника. Переправні засоби в цьому випадку слідують разом з військами, що наступають, і негайно розгортаються з виходом підрозділів і частин до водної перешкоди. При нестачі або відсутності табельних засобів для переправи використовуються місцеві і підручні переправні засоби.